# 埃爾默洛 (普馬蘭加省)

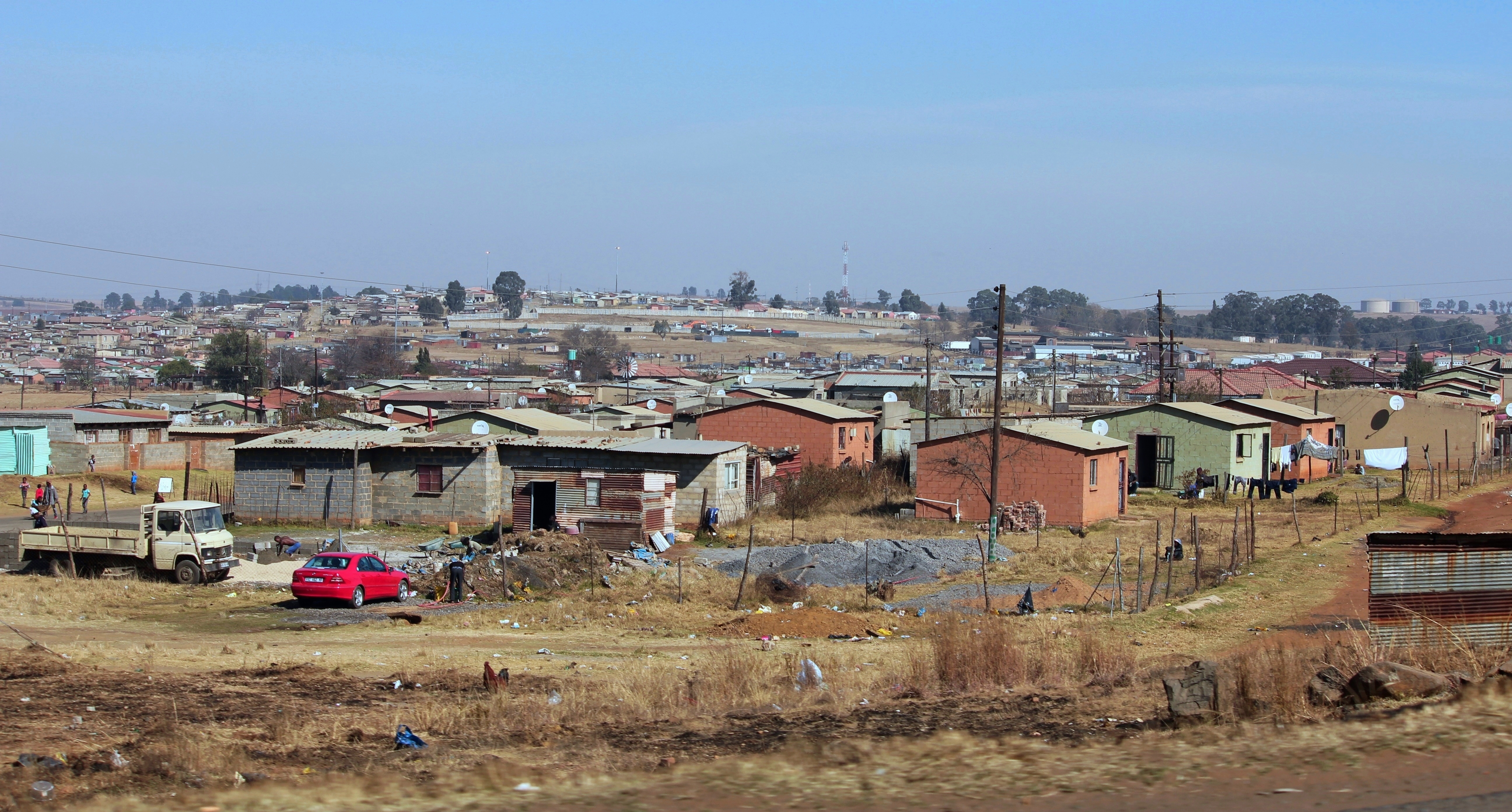
埃爾默洛

埃爾默洛（Ermelo）是南非的城鎮，位於該國東北部，由普馬蘭加省負責管轄，始建於1880年，面積25.48平方公里，2001年人口11,596，人口密度每平方公里460人。
26°32′S 29°59′E / 26.53°S 29.98°E